# Tycherus teres
Tycherus teres là một loài tò vò trong họ Ichneumonidae.